# 三角関数
三角関数（さんかくかんすう、英: trigonometric function）とは、平面三角法における、角度の大きさと線分の長さの関係を記述する関数の族、およびそれらを拡張して得られる関数の総称である。鋭角を扱う場合、三角関数の値は対応する直角三角形の二辺の長さの比（三角比）である。三角法に由来する三角関数という呼び名のほかに、単位円を用いた定義に由来する円関数（えんかんすう、circular function）という呼び名がある。
| 正弦 sin | 余弦 cos         |
| 正接 tan | 余接 cot         |
| 正割 sec | 余割 csc (cosec) |

単位円による、6つの三角関数が表す長さ。

三角関数には以下の6つがある。なお、正弦、余弦、正接の3つのみを指して三角関数と呼ぶ場合もある。
- 正弦（せいげん）、sin（sine）
- 余弦（よげん）、cos（cosine）
- 正接（せいせつ）、tan（tangent）
- 正割（せいかつ）、sec（secant）
- 余割（よかつ）、csc,cosec（cosecant）
- 余接（よせつ）、cot（cotangent）

特に sin, cos は幾何学的にも解析学的にも良い性質をもっているので、様々な分野で用いられる。例えば、波や信号などは正弦関数と余弦関数とを組み合わせて表現することができる。この事実はフーリエ級数およびフーリエ変換の理論として知られ、音声などの信号の合成や解析の手段として利用されている。ベクトルのクロス積や内積は正弦関数および余弦関数を用いて表すことができ、ベクトルを図形に対応づけることができる。初等的には、三角関数は実数を変数とする1変数関数として定義される。三角関数の変数に対応するものとしては、図形のなす角度や、物体の回転角、波や信号のような周期的なものにおける位相などが挙げられる。
三角関数に用いられる独特な記法として、三角関数の冪乗と逆関数に関するものがある。通常、関数 f(x) の累乗は (f(x))2 = f(x)・f(x) や (f(x))−1 = 1/f(x) のように書くが、三角関数の累乗は sin2x のように書かれることが多い。逆三角関数については通常の記法 (f−1(x)) と同じく、sin−1x などと表す（この文脈では、三角関数の逆数は分数を用いて 1/sin x または (sin x)−1 のように表される）。文献または著者によっては、通常の記法と三角関数に対する特殊な記法との混同を避けるため、三角関数の累乗を通常の関数と同様にすることがある。また、三角関数の逆関数として −1 を添え字にする代わりに関数の頭に arc を付けることがある（たとえば sin の逆関数として sin−1 の代わりに arcsin を用いる。Arc を付けて Arcsin と表すこともある）。
三角関数に似た性質をもつ関数として、指数関数、双曲線関数、ベッセル関数などがある。また、三角関数を利用して定義される関数としてしばしば応用されるものにsinc関数がある。

## 定義

### 直角三角形によるもの

∠C を直角とする直角三角形ABC
斜辺AB = h (hypotenuse)
対辺BC = a (opposite side)
底辺AC = b (adjacent side、隣辺)

直角三角形において、1 つの鋭角の大きさが決まれば、三角形の内角の和は 180°であることから他の 1 つの鋭角の大きさも決まり、3 辺の比も決まる。ゆえに、角度に対して辺比（三角比）の値を与える関数を考えることができる。
∠C を直角とする直角三角形 ABC において、斜辺AB、∠A の対辺BC、底辺（隣辺）CA の辺の長さをそれぞれ AB = h, BC = a, CA = b と表す（図を参照）。∠A = θ に対して三角形の辺の比 h : a : b が決まることから、
{\displaystyle {\begin{aligned}\sin \theta &={\frac {a}{h}}\\\cos \theta &={\frac {b}{h}}\\\tan \theta &={\frac {a}{b}}={\frac {\sin \theta }{\cos \theta }}\\\sec \theta &={\frac {h}{b}}={\frac {1}{\cos \theta }}\\\operatorname {cosec} \theta &=\csc \theta ={\frac {h}{a}}={\frac {1}{\sin \theta }}\\\cot \theta &={\frac {b}{a}}={\frac {1}{\tan \theta }}\end{aligned}}}
という 6 つの値が定まる。それぞれ正弦：sin（sine; サイン）、余弦：cos（cosine; コサイン）、正接：tan（tangent; タンジェント）、正割：sec（secant; セカント）、余割：cosec（cosecant; コセカント）、余接：cot（cotangent; コタンジェント）と呼び、まとめて三角比と呼ばれる。ただし cosec は長いので csc と略記することも多い。
|      | ＿弦       | ＿弦                        | ＿接       | ＿接                        | ＿割       | ＿割                        | ∠C を直角とする直角三角形 ABC h = 斜辺AB a = 対辺BC b = 底辺AC |
| 正＿ | 正弦 (sin) | {\displaystyle {a \over h}} | 正接 (tan) | {\displaystyle {a \over b}} | 正割 (sec) | {\displaystyle {h \over b}} | ∠C を直角とする直角三角形 ABC h = 斜辺AB a = 対辺BC b = 底辺AC |
| 余＿ | 余弦 (cos) | {\displaystyle {b \over h}} | 余接 (cot) | {\displaystyle {b \over a}} | 余割 (csc) | {\displaystyle {h \over a}} | ∠C を直角とする直角三角形 ABC h = 斜辺AB a = 対辺BC b = 底辺AC |

ある正角 ∠A に対する余弦、余割、余接はその角 ∠A の余角 (co-angle)に対する正弦、正割、正接として定義される。ここで余角とは「鋭角（正角）に対し合わせて直角となる角」を指し、この場合は 正角∠Aに対する余角は∠Bとなる。
{\displaystyle {\begin{aligned}\cos \theta &=\sin \left(90^{\circ }-\theta \right)=\sin \left({\frac {\pi }{2}}-\theta \right)\\\csc \theta &=\sec \left(90^{\circ }-\theta \right)=\sec \left({\frac {\pi }{2}}-\theta \right)\\\cot \theta &=\tan \left(90^{\circ }-\theta \right)=\tan \left({\frac {\pi }{2}}-\theta \right)\end{aligned}}}
三角比は平面三角法に用いられ、巨大な物の大きさや遠方までの距離を計算する際の便利な道具となる。角度 θ の単位は、通常度またはラジアンである。
三角比、すなわち三角関数の直角三角形を用いた定義は、直角三角形の鋭角に対して定義されるため、その定義域は θ が 0° から 90° まで(0 から π / 2 まで)の範囲に限られる。また、θ = 90° (= π / 2) の場合 sec, tan が、θ = 0°(= 0) の場合 csc, cot がそれぞれ定義されない。これは分母となる辺の比の大きさが 0 になるためゼロ除算が発生し、その除算自体が数学的に定義されないからである。一般の角度に対する三角関数を得るためには、三角関数について成り立つ何らかの定理を指針として、定義の拡張を行う必要がある。単位円による定義は初等幾何学におけるそのような拡張の例である。他に同等な方法として、正弦定理や余弦定理を用いる方法などがある。

### 単位円によるもの

6種類の三角関数、単位円、θ = 0.7ラジアンの角度に対する直線の図。直線の色が変わる点3点を考えたとき、1、Sec(θ)、Csc(θ)については原点から各点への線分の長さを表し、Sin(θ)、Tan(θ)、1
は各点のy成分を表す。Cos(θ)、1、Cot(θ)は各点の x 成分を表す。

2 次元ユークリッド空間 R2 における単位円 {x(t)}2 + {y(t)}2 = 1 上の点を A = (x(t), y(t)) とする。反時計回りを正の向きとして、原点と円周を結ぶ線分 OA と x 軸のなす角の大きさ ∠xOA を媒介変数 t として選ぶ。このとき実数の変数 t に対する三角関数は以下のように定義される。
{\displaystyle {\begin{aligned}\sin t&=y\\\cos t&=x\\\tan t&={\frac {y}{x}}={\frac {\sin t}{\cos t}}\end{aligned}}}
これらは順に正弦関数 (sine function)、余弦関数 (cosine function)、正接関数(tangent function) と呼ばれる。さらにこれらの逆数として以下の 3 つの関数が定義される。
{\displaystyle {\begin{aligned}\csc t&={\frac {1}{y}}={\frac {1}{\sin t}}\\\sec t&={\frac {1}{x}}={\frac {1}{\cos t}}\\\cot t&={\frac {x}{y}}={\frac {1}{\tan t}}\end{aligned}}}
これらは順に余割関数 (cosecant function)、正割関数 (secant function)、余接関数 (cotangent function) と呼ばれ、sin, cos, tan と合わせて三角関数と総称される。特に csc, sec, cot は割三角関数（かつさんかくかんすう）と呼ばれることがある。
この定義は 0 < t < π / 2 の範囲では直角三角形による定義と一致する。

### 級数によるもの
角度、辺の長さといった幾何学的な概念への依存を避けるため、また定義域を複素数に拡張するために、級数（他の定義を採用した三角関数のテイラー展開に一致する）を用いて定義することもできる。この定義は実数の範囲では単位円による定義と一致する。以下の級数は共に示される収束円内で収束する。
- z を複素数、Bn をベルヌーイ数、En をオイラー数とする。

{\displaystyle {\begin{aligned}\sin z&=\sum _{n=0}^{\infty }{\frac {(-1)^{n}}{(2n+1)!}}z^{2n+1}\quad {\text{for all}}\ z,\\\cos z&=\sum _{n=0}^{\infty }{\frac {\left(-1\right)^{n}}{\left(2n\right)!}}z^{2n}\quad {\text{for all}}\ z,\\\tan z&=\sum _{n=1}^{\infty }{\frac {\left(-1\right)^{n}2^{2n}\left(1-2^{2n}\right)B_{2n}}{\left(2n\right)!}}z^{2n-1}\quad {\text{for}}\ |z|<{\frac {\pi }{2}},\\\cot z&=\sum _{n=0}^{\infty }{\frac {\left(-1\right)^{n}2^{2n}B_{2n}}{\left(2n\right)!}}z^{2n-1}\quad {\text{for}}\ 0<|z|<\pi ,\\\sec z&=\sum _{n=0}^{\infty }{\frac {\left(-1\right)^{n}E_{2n}}{\left(2n\right)!}}z^{2n}\quad {\text{for}}\ |z|<{\frac {\pi }{2}},\\\csc z&=\sum _{n=0}^{\infty }{\frac {\left(-1\right)^{n}\left(2-2^{2n}\right)B_{2n}}{\left(2n\right)!}}z^{2n-1}\quad {\text{for}}\ 0<|z|<\pi .\end{aligned}}}

### 微分方程式によるもの
実関数 f(x) の二階線型常微分方程式の初期値問題
の解として cosx を定義し、sinx を −d (cosx)/dx として定義できる。上記の式を 1 階の連立常微分方程式に書き換えると、g(x) = f '(x) として、
および初期条件 f(0) = 1, g(0) = 0 となる。

### 他の定義
この他にも定積分による（逆三角関数を用いた）定義や複素平面の角の回転による定義などが知られている。

## 性質

### 周期性
x 軸の正の部分となす角は
{\displaystyle t=\theta +2\pi n\quad (0\leq \theta <2\pi ,\,n\in \mathbb {Z} )}
と表すことができ、θ を偏角、t を一般角という。

正円より得られる cosθ と sinθ

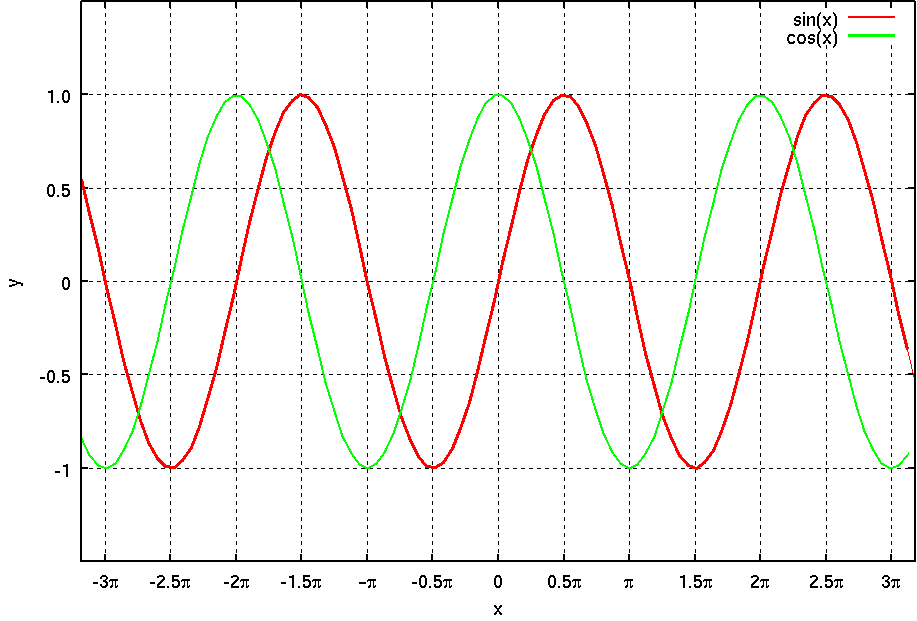
sinx と cosx のグラフ。これらの関数の周期性が確認できる。

一般角 t が 2π 進めば点 P(cost, sint) は単位円上を1周し元の位置に戻る。従って、
{\displaystyle {\begin{aligned}\cos(t+2\pi n)&=\cos t\\\sin(t+2\pi n)&=\sin t\end{aligned}}}
すなわち三角関数 cos, sin は周期 2π の周期関数である。
ほぼ同様に、tan, cot は周期 π の周期関数、sec, csc は周期 2π の周期関数である。
また、cosθ, sinθのグラフの形は正弦波である。

三角関数のグラフ:
Sine（青実線）、
Cosine（緑実線）、
Tangent（赤実線）、
Cosecant（青点線）、
Secant（緑点線）、
Cotangent（赤点線）

### 相互関係
単位円上の点の座標の関数であることから、三角関数の間には多数の相互関係が存在する。

#### 基本相互関係
三角関数の間に成り立つ最も基本的な恒等式の 1 つとして
{\displaystyle \sin ^{2}\theta +\cos ^{2}\theta =1}
が挙げられる。これはピタゴラスの基本三角関数公式 (Fundamental Pythagorean trigonometric identity) と呼ばれている。
上記の式を変形して整理すれば、以下の式が導かれる。
{\displaystyle {\begin{aligned}\sec ^{2}\theta -\tan ^{2}\theta &={\frac {1}{\cos ^{2}\theta }}-\tan ^{2}\theta =1,\\\csc ^{2}\theta -\cot ^{2}\theta &={\frac {1}{\sin ^{2}\theta }}-{\frac {1}{\tan ^{2}\theta }}=1.\end{aligned}}}

#### 負角・余角・補角公式
負角
{\displaystyle {\begin{aligned}\sin(-\theta )&=-\sin \theta \\\cos(-\theta )&=\cos \theta \\\tan(-\theta )&=-\tan \theta \end{aligned}}}
余角
{\displaystyle {\begin{aligned}\sin \left({\frac {\pi }{2}}-\theta \right)&=\cos \theta \\\cos \left({\frac {\pi }{2}}-\theta \right)&=\sin \theta \\\tan \left({\frac {\pi }{2}}-\theta \right)&=\cot \theta \end{aligned}}}
補角
{\displaystyle {\begin{aligned}\sin(\pi -\theta )&=\sin \theta \\\cos(\pi -\theta )&=-\cos \theta \\\tan(\pi -\theta )&=-\tan \theta \end{aligned}}}

### 加法定理
以下は複号同順。
{\displaystyle {\begin{aligned}\sin(x\pm y)&=\sin x\cos y\pm \cos x\sin y\\\cos(x\pm y)&=\cos x\cos y\mp \sin x\sin y\\\tan(x\pm y)&={\frac {\tan x\pm \tan y}{1\mp \tan x\tan y}}\end{aligned}}}

### 証明

#### ピタゴラスの基本三角公式
三角関数および指数関数は冪級数によって定義されているものとすると、負角公式と指数法則およびオイラーの公式より
{\displaystyle {\begin{aligned}1&=e^{0}=e^{i\theta -i\theta }=e^{i\theta }e^{-i\theta }\\&=\left(\cos \theta +i\sin \theta \right)\left(\cos \theta -i\sin \theta \right)\\&=\sin ^{2}\theta +\cos ^{2}\theta \end{aligned}}}
である。

#### 負角
sin および cos については、冪級数による表示から明らかである。また
{\displaystyle \tan(-\theta )={\frac {\sin(-\theta )}{\cos(-\theta )}}={\frac {-\sin \theta }{\cos \theta }}=-\tan \theta }
である。

#### 加法定理
オイラーの公式
と負角の公式から
{\displaystyle \cos z={\frac {e^{iz}+e^{-iz}}{2}},\sin z={\frac {e^{iz}-e^{-iz}}{2i}}}
を得て、指数法則
{\displaystyle e^{z+w}=e^{z}e^{w}}
を用いれば sin, cos の加法定理が得られる。これらから他の三角関数についての加法定理も得られる。

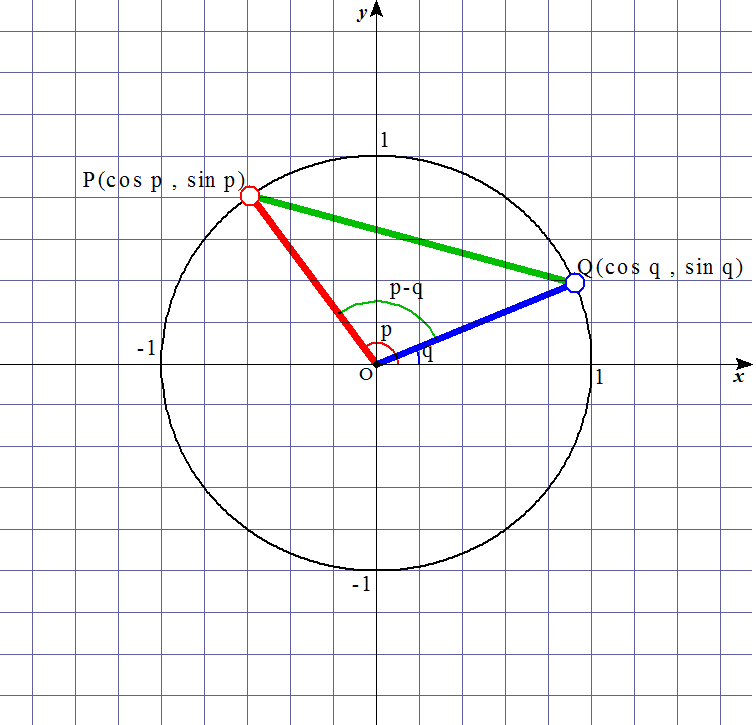
PQ（緑の線分の長さ）を求める。

また、ピタゴラスの定理から加法定理を示す方法が挙げられる。この方法では、円周上の任意の 2 点間の距離を 2 通りの座標系について求めることで、両者が等しいことから加法定理を導く。2 点間の距離を求めるのに三平方の定理を用いる。以下では単位円のみを取り扱うが、円の半径によらずこの方法から加法定理を得ることができる。
単位円の周上に 2 点 P = (cosp, sinp), Q = (cosq, sinq) を取る。P と Q を結ぶ線分の長さを PQ として、その 2 乗 PQ2 を 2 通りの方法で求めることを考える（右図も参照）。
P と Q の x 座標の差と y 座標の差から、三平方の定理を用いて PQ2 を求める。
次に Q = (cos0, sin0) = (1, 0) となるような座標系を取り、同様に三平方の定理から PQ2 を求める。この座標系に対する操作は、x 軸および y 軸を角度 q だけ回転させる操作に相当するので、P = (cos(p − q), sin(p − q)) となる。従って、
となる。
(1) と (2) の右辺が互いに等しいことから、次の cos に関する加法定理が得られる。
三角関数の他の性質を利用することで、(3) から sin の加法定理なども導くことができる。

#### 不動点
cos の不動点は以下の式を満たし、ドッティ数とよばれる。
{\displaystyle \cos x=x=\cos ^{-1}x\Leftrightarrow x\sim 0.739}

## 微積分
三角関数の微積分は、以下の表のとおりである。ただし、これらの結果には様々な（一見同じには見えない）表示が存在し、この表における表示はいくつかの例であることに注意されたい。
なお、以下の表の C は積分定数、ln(·) は自然対数である。
| {\displaystyle f(x)}   | 微分 {\displaystyle f'(x)}                             | 不定積分 {\displaystyle \int f(x)\,dx}                                                       |
| ---------------------- | ------------------------------------------------------ | -------------------------------------------------------------------------------------------- |
| {\displaystyle \sin x} | {\displaystyle \cos x}                                 | {\displaystyle -\cos x+C}                                                                    |
| {\displaystyle \cos x} | {\displaystyle -\sin x}                                | {\displaystyle \sin x+C}                                                                     |
| {\displaystyle \tan x} | {\displaystyle \sec ^{2}x=1+\tan ^{2}x}                | {\displaystyle -\ln \left\|\cos x\right\|+C}                                                 |
| {\displaystyle \cot x} | {\displaystyle -\csc ^{2}x=-\left(1+\cot ^{2}x\right)} | {\displaystyle \ln \left\|\sin x\right\|+C}                                                  |
| {\displaystyle \sec x} | {\displaystyle \sec x\tan x}                           | {\displaystyle \ln \left\|\sec x+\tan x\right\|+C=\operatorname {gd} ^{-1}x+C}               |
| {\displaystyle \csc x} | {\displaystyle -\csc x\cot x}                          | {\displaystyle -\ln \left\|\csc x+\cot x\right\|+C=\ln \left\|\tan {\frac {x}{2}}\right\|+C} |
ただし、gd−1x はグーデルマン関数の逆関数である。 (gd-1x = ln|sec x + tan x|)
三角関数の微分では、次の極限
{\displaystyle \lim _{h\to 0}{\frac {\sin h}{h}}=1}
の成立が基本的である。このとき、sinx の導関数が cosx であることは加法定理から従う（が、後述のようにこれは循環論法であると指摘される）。さらに余角公式 cosx = sin (π/2 − x) から cosx の導関数は −sinx である。すなわち、sinx は微分方程式 y''(x) + y(x) = 0 の特殊解である。また、他の三角関数の導関数も、上の事実から簡単に導ける。

### sinx/xのx→0における極限
sinx/x の x → 0 における極限が 1 であることを証明するときに、中心角 x ラジアンの扇形の面積を2つの三角形の面積ではさんだり、弧長を線分の長さではさんだりして、いわゆるはさみうちの原理から証明する方法がある。これは一般的な日本の高校の教科書にも載っているものであるが、循環論法であるため論理が破綻しているという主張がなされることがある。ここで問題となるのは、証明に面積やラジアン、弧長が利用されていることである。例えば面積について言えば、面積は積分によって定義されるものであるとすると、扇形の面積を求めるには三角関数の積分が必要となる。三角関数の積分をするには三角関数の微分ができなければならないが、三角関数を微分するにはもとの極限が必要になる。このことが循環論法と呼ばれているのである。
単位円板の面積が π であることを自明な概念と考えてしまえば循環論法にはならないが、これはいくつかの決められた公理・定義から論理的演繹のみによって証明されたものだけを正しいと考える現代数学の思想とは相反するものである。循環論法を回避する方法の 1 つは、正弦関数と余弦関数を上述のような無限級数で定義するものである（これは三角関数の標準的な定義の 1 つである。また、この無限級数の収束半径は無限大である（すなわち任意の実数や複素数で収束する））。この定義に基づいて
{\displaystyle \lim _{x\to 0}{\frac {\sin \,x}{x}}=1}
を示すことができる。
しかしながら、このように定義された三角関数が、本来持つべき幾何学的な性質を有しているかどうかは全く明らかなことではない。これを確かめるためには、三角関数の諸公式（周期性やピタゴラスの基本三角関数公式等）を証明し、また円周率は、余弦関数の正の最小の零点（つまり、cosx = 0 となる正の最小の値）の存在を示し、その 2 倍と定義する。すると、{\displaystyle x\mapsto (\cos x,\sin x)} が区間 [0, 2π) から単位円周への（「反時計まわりの」）全単射であることを示すことができる。（連続微分可能な）曲線の長さを積分によって定義すれば、単位円周の長さが 2π であることなどがわかり、上のように定義された三角関数や円周率は、初等幾何での三角関数や円周率の素朴な定義と同じものであることが分かった 。

## 無限乗積展開
三角関数は以下のように無限乗積として書ける。
{\displaystyle {\begin{aligned}\sin \pi z&=\pi z\prod _{n=1}^{\infty }{\left(1-{\frac {z^{2}}{n^{2}}}\right)}\\\cos \pi z&=\prod _{n=1}^{\infty }\left\{1-{\frac {z^{2}}{(n-{\frac {1}{2}})^{2}}}\right\}\end{aligned}}}

## 部分分数展開
三角関数は以下のように部分分数に展開される。
{\displaystyle {\begin{aligned}\pi \cot \pi z&=\lim _{N\to \infty }\sum _{n=-N}^{N}{\frac {1}{z+n}}={\frac {1}{z}}+\sum _{n=1}^{\infty }{\frac {2z}{z^{2}-n^{2}}}\\\pi \tan \pi z&=-\lim _{N\to \infty }\sum _{n=-N}^{N}{\frac {1}{z+1/2+n}}=-\sum _{n=0}^{\infty }{\frac {2z}{z^{2}-(n+1/2)^{2}}}\\{\frac {\pi }{\sin \pi z}}&=\lim _{N\to \infty }\sum _{n=-N}^{N}{\frac {(-1)^{n}}{z+n}}={\frac {1}{z}}+\sum _{n=1}^{\infty }{\frac {(-1)^{n}2z}{z^{2}-n^{2}}}\\{\frac {\pi }{\cos \pi z}}&=\lim _{N\to \infty }\sum _{n=-N}^{N}{\frac {(-1)^{n}}{z+1/2+n}}=-\sum _{n=0}^{\infty }{\frac {(-1)^{n}(2n+1)}{z^{2}-(n+1/2)^{2}}}\end{aligned}}}

## 逆三角関数
三角関数の定義域を適当に制限したものの逆関数を逆三角関数（ぎゃくさんかくかんすう、英: inverse trigonometric function）と呼ぶ。逆三角関数は逆関数の記法に則り、元の関数の記号に −1 を右肩に付して表す。たとえば逆正弦関数（ぎゃくせいげんかんすう、英: inverse sine; インバース・サイン）は sin−1x などと表す。arcsin, arccos, arctan などの記法もよく用いられる。数値計算などにおいては、これらの逆関数はさらに asin, acos, atan などと書き表される。
{\displaystyle {\begin{aligned}x=\sin y&\iff y=\sin ^{-1}x\\x=\cos y&\iff y=\cos ^{-1}x\\x=\tan y&\iff y=\tan ^{-1}x\\x=\cot y&\iff y=\cot ^{-1}x\\x=\sec y&\iff y=\sec ^{-1}x\\x=\csc y&\iff y=\csc ^{-1}x\end{aligned}}}
である。逆関数は逆数ではないので注意したい。逆数との混乱を避けるために、逆正弦関数 sin−1x を arcsinx と書く流儀もある。一般に周期関数の逆関数は多価関数になるので、通常は逆三角関数を一価連続なる枝に制限して考えることが多い。たとえば、便宜的に主値と呼ばれる枝を
{\displaystyle {\begin{aligned}-{\frac {\pi }{2}}&\leq \sin ^{-1}x\leq {\frac {\pi }{2}}\\0&\leq \cos ^{-1}x\leq \pi \\-{\frac {\pi }{2}}&<\tan ^{-1}x<{\frac {\pi }{2}}\end{aligned}}}
のように選ぶことが多い。またこのとき、制限があることを強調するために、Sin−1x, Arcsin x のように頭文字を大文字にした表記がよく用いられる。

## 複素関数として
exp z, cos z, sin z の級数による定義から、オイラーの公式 exp (iz) = cos z + i sin z を導くことができる。この公式から下記の 2 つの等式
{\displaystyle {\begin{aligned}\exp(iz)&=e^{iz}=\cos z+i\sin z,\\\exp(-iz)&=e^{-iz}=\cos z-i\sin z\end{aligned}}}
が得られるから、これを連立させて解くことにより、正弦関数・余弦関数の指数関数を用いた表現が可能となる。すなわち、
{\displaystyle {\begin{aligned}\cos z&={\frac {e^{iz}+e^{-iz}}{2}},\\\sin z&={\frac {e^{iz}-e^{-iz}}{2i}}\end{aligned}}}
が成り立つ。この事実により、級数によらずこの等式をもって複素数の正弦・余弦関数の定義とすることもある。また、
{\displaystyle {\begin{aligned}\cos(iz)&={\frac {e^{-z}+e^{z}}{2}}=\cosh z,\\\sin(iz)&={\frac {e^{-z}-e^{z}}{2i}}=i\sinh z\end{aligned}}}
が成り立つ。ここで cosh z, sinh z は双曲線関数を表す。この等式は三角関数と双曲線関数の関係式と捉えることもできる。複素数 z を z = x + iy (x, y ∈ R) と表現すると、加法定理より
{\displaystyle {\begin{aligned}\cos z&=\cos(x+iy)=\cos x\cosh y-i\sin x\sinh y,\\\sin z&=\sin(x+iy)=\sin x\cosh y+i\cos x\sinh y\end{aligned}}}
が成り立つ。
他の三角関数は cscz = 1 / sinz, secz = 1 / cosz, tanz = sinz / cosz, cotz = cosz / sinz によって定義できる。

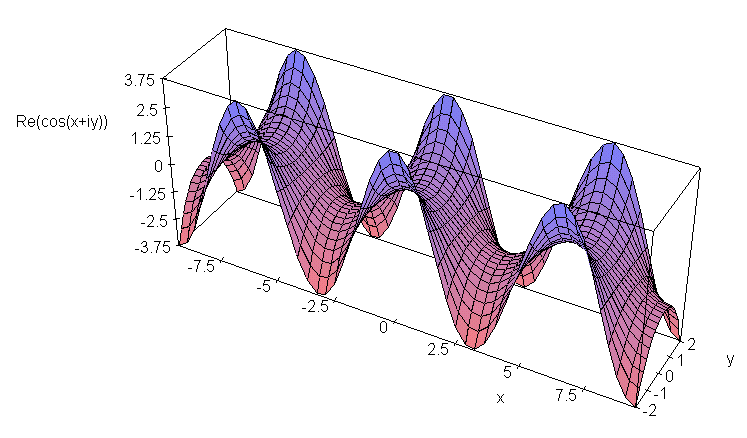
cos(x + iy) の実部のグラフ
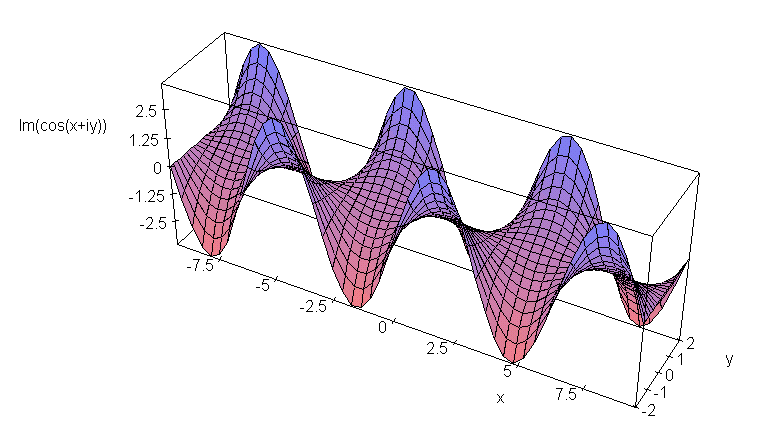
cos(x + iy) の虚部のグラフ
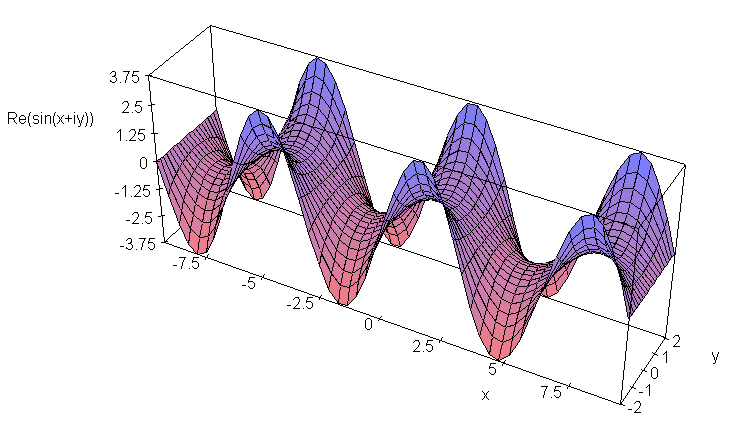
sin(x + iy) の実部のグラフ
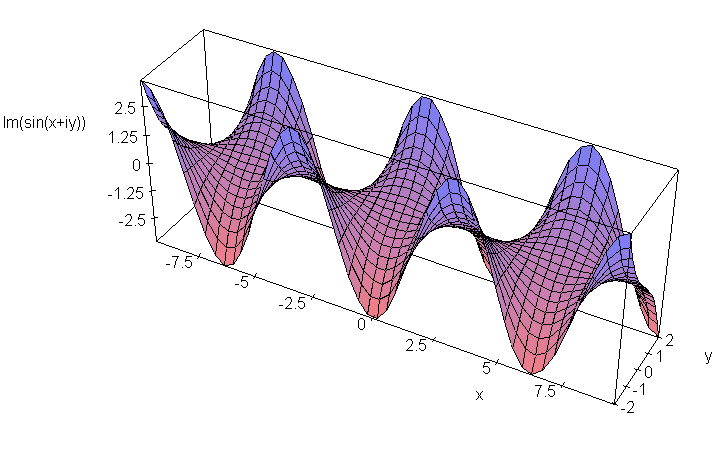
sin(x + iy) の虚部のグラフ

## 球面三角法
球面の三角形 ABC の内角を a, b, c, 各頂点の対辺に関する球の中心角を α, β, γ とするとき、次のような関係が成立する。余弦公式や正弦余弦公式は式の対称性により各記号を入れ替えたものも成立する。
正弦公式
sina : sinb : sinc = sinα : sinβ : sinγ
余弦公式
cosa = −cosb cosc + sinb sinc cosα
余弦公式
cosα = cosβ cosγ + sinβ sinγ cosa
正弦余弦公式
sina cosβ = cosb sinc − sinb cosc cosα

## 語源
三角関数の英語の名称の語源について記す。
sineはもとはchord-half(半弦)を意味するサンスクリット jya ̄-ardha起源であり、省略形ji ̄va ̄がアラビア語に音訳されてjibaとなったが、1145年にチェスターのロバートがフワーリズミーのヒサーブ・アル＝ジャブル・ワル＝ムカーバラをラテン語に翻訳する際に、jaibと混同した事で胸、湾の意味のsinusと翻訳された。
tangentは”touching”を意味するラテン語tangens由来で、secantは”cutting”を意味するラテン語secans由来である。
cosine、cotangent、cosecantはそれぞれ接頭辞のco-がついた形であり、co-はcofunctionと共通し、これはcompliment angle(直角三角形の直角でないもう一つの角、余角)に対するsine、tangent、secantという意味である。cosine、cotangentが初めて書かれた形で確認されるのは1620年のエドマンド・ガンターによる”Canon triangulorum”の中である。ラテン語のcosinusとして登場し、これはsinus complementiの略である。
日本語の正弦、余弦に関しては、徐光啓らが編纂した『崇禎暦書』の中で、羅雅谷が1631年に著した『測量全義』の八線のうちに見られる。「正」の漢字には、「真向かいの」「主となるもの」という意味がある。